# La Maison des Usher
Pour plus de détails, voir Fiche technique et Distribution.
La Maison des Usher (The House of Usher) est un film d'épouvante canado-américano-britannique réalisé par Alan Birkinshaw et sorti en 1989.
Il s'agit d'une adaptation de la nouvelle La Chute de la maison Usher d'Edgar Allan Poe.

## Synopsis
Molly et son fiancé Ryan se rendent à Londres pour rendre visite à l'oncle de ce dernier. En chemin, Ryan fait une embardée pour éviter deux enfants fantômes qui apparaissent sur la route, ce qui provoque un accident de voiture. Molly court chercher de l'aide à la propriété et tombe dans un cauchemar. Roderick, l'oncle de Ryan, veut Molly pour lui-même et a emprisonné son frère Walter dans une chambre à l'étage. Walter s'échappe en assassinant la femme de chambre, puis sa fille, avant d'attaquer Roderick pour tenter de mettre fin à la lignée familiale. Roderick jette Walter du haut des escaliers alors que la maison prend feu. Pendant leur combat, Molly s'enfuit et libère Ryan de sa stupeur droguée à l'intérieur d'un sarcophage. Ryan et Roderick se battent alors que Molly s'enfuit de la maison. Le film se termine par une relecture de la scène où Molly et Ryan se perdent en essayant de retrouver la maison de son oncle : cette fois, Molly suggère de reprendre le chemin par lequel ils sont arrivés.

## Fiche technique
- Titre français : La Maison des Usher[1]
- Titre original : The House of Usher[2]
- Réalisation : Alan Birkinshaw
- Scénario : Michael J. Murray d'après La Chute de la maison Usher d'Edgar Allan Poe
- Photographie : Yossi Wein
- Montage : Michael J. Duthie
- Musique : Gary Chang, George S. Clinton
- Décors : Leonardo Coen Cagli
- Production : Alan Birkinshaw, Gordon Keymer
- Société de production : Breton Film Productions
- Pays de production :  Royaume-Uni -  États-Unis -  Canada
- Langue originale : anglais britannique
- Format : Couleurs - 1,85:1 - Mono
- Genre : Film d'épouvante
- Durée : 92 minutes
- Date de sortie :
  - États-Unis : 13 avril 1989

## Distribution
- Oliver Reed : Roderick Usher
- Donald Pleasence : Walter Usher
- Romy Walthall	: Molly McNulty
- Rufus Swart : Ryan Usher
- Norman Coombes : Clive Derrick
- Anne Stradi : Mme Derrick
- Carole Farquhar : Gwen